# Paul Carling
Paul Anthony Carling (* 17. Juni 1953 in Bridgwater, Somerset, England) ist ein englischer Geograph und emeritierter Professor für Physische Geographie an der University of Southampton.

## Leben und Werk
Carling studierte bis 1974 mit dem Abschluss Bachelor Geographie an der Leicester University. Danach wechselte er an die University of  Wales, wo er 1977 zum Doctor of Philosophy in Ozeanographie promoviert wurde.
Nach seinem Studium arbeitete er bis 1994 als leitender Wissenschaftler am NERC Institute of Freshwater Ecology in Windermere. Im Jahr 1994 nahm er einen Ruf an die University of Southampton an. Sein wissenschaftlicher Schwerpunkt liegt in der Erforschung von Paleofluten, Sedimentation von Meteoriteneinschlägen in Südostasien und der Sedimentation im Mündungsgebiet des Severn.
Carling ist Mitglied der British Standards Institution, der British Hydrological Society, der British Geomorphological Research Group und der International Association Sedimentologists. Er ist Mitherausgeber mehrerer Bücher.

## Werke
- Devon M. Burr, Paul A. Carling, Victor R. Baker: Megaflooding on Earth and Mars, Cambridge University Press, 2009, ISBN 978-0-521-86852-5

## Ausgewählte Veröffentlichungen
- P. Bohorquez, P. A. Carling, J. Herget: Dynamic simulation of catastrophic late Pleistocene glacial-lake drainage, Altai Mountains, central Asia. In: International Geology Review. 2015, S. 1, doi:10.1080/00206814.2015.1046956.
- Wei Huang, ZhiXian Cao, Gareth Pender, QingQuan Liu, Paul Carling: Coupled flood and sediment transport modelling with adaptive mesh refinement. In: Science China Technological Sciences. 58, 2015, S. 1425, doi:10.1007/s11431-015-5880-6.
- Paul A. Carling: Freshwater megaflood sedimentation: What can we learn about generic processes?. In: Earth-Science Reviews. 125, 2013, S. 87, doi:10.1016/j.earscirev.2013.06.002.